# Marko Bulat
Marko Bulat (ur. 21 września 2001 w Szybeniku) – chorwacki piłkarz grający na pozycji pomocnika w klubie Raków Częstochowa.

## Kariera juniorska
Bulat grał jako junior w HNK Šibenik (2010–2017).

## Kariera seniorska

### HNK Šibenik
Bulat zadebiutował w pierwszej drużynie HNK Šibenik 27 września 2017 w meczu z NK Varaždin (0:0). Pierwszą bramkę zdobył 27 października 2018 w wygranym 2:1 spotkaniu przeciwko rezerwom Hajduka Split. 12 lutego zaraz po transferze do Dinama Zagrzeb został wypożyczony do HNK Šibenik. Łącznie rozegrał dla nich 98 meczów i strzelił 9 goli.

### Dinamo Zagrzeb
Bulat przeszedł do Dinama Zagrzeb 11 lutego 2021. Debiut dla nich zaliczył 23 lipca 2021 w wygranym 4:0 spotkaniu przeciwko NK Hrvatski Dragovoljac. Pierwszego gola strzelił 3 października 2021 w meczu z ponownie NK Hrvatski Dragovoljac (8:0). W sezonach 2021/2022, 2022/2023 i 2023/2024 zdobywał z nimi mistrzostwo Chorwacji. W sezonie 2023/2024 wygrał z nimi Puchar Chorwacji. W 2022 i 2023 wygrał też Superpuchar Chorwacji. Ostatecznie w ich barwach wystąpił 87 razy i zdobył 8 bramek.

### Standard Liège
Bulat został wypożyczony do Standardu Liège 2 lipca 2024. Zadebiutował u nich 28 lipca 2024 w meczu z KRC Genk (0:0). Pierwszą bramkę zdobył 4 sierpnia 2024 w wygranym 1:0 spotkaniu przeciwko Club Brugge. Łącznie rozegrał dla nich 32 mecze i strzelił jednego gola.

### Raków Częstochowa
Bulat przeniósł się do Rakowa Częstochowa 1 sierpnia 2025. Debiut dla nich zaliczył 7 sierpnia 2025 w przegranym 0:1 spotkaniu eliminacji do Ligi Konferencji przeciwko Maccabi Hajfa.

## Kariera reprezentacyjna

### Młodzieżowe reprezentacje Chorwacji
W latach 2016–2017 Bulat rozegrał 4 mecze w reprezentacji Chorwacji U-16. W latach 2017–2018 zaliczył 9 występów w kadrze Chorwacji U-17, w jednym z nich (21 września 2017, 2:3 ze Słowenią) zdobył bramkę. W 2018 dwukrotnie wystąpił w reprezentacji Chorwacji U-18. W latach 2018–2020 zaliczył 15 występów w kadrze Chorwacji U-19. 26 marca 2021 w meczu z Turcją (4:1) zaliczył swój jedyny występ w reprezentacji Chorwacji U-20. W latach 2021–2023 rozegrał 6 meczów w kadrze Chorwacji U-21.

## Statystyki

### Klubowe
(aktualne na dzień 8 sierpnia 2025)
| Klub               | Sezon              | Liga               | Liga  | Liga   | Puchar kraju | Puchar kraju | Europa | Europa | Inne  | Inne   | Suma  | Suma   |
| Klub               | Sezon              | Liga               | Mecze | Bramki | Mecze        | Bramki       | Mecze  | Bramki | Mecze | Bramki | Mecze | Bramki |
| ------------------ | ------------------ | ------------------ | ----- | ------ | ------------ | ------------ | ------ | ------ | ----- | ------ | ----- | ------ |
| HNK Šibenik        | 2017/18            | Prva NL            | 20    | 0      | 0            | 0            | –      | –      | –     | –      | 20    | 0      |
| HNK Šibenik        | 2018/19            | Prva NL            | 23    | 6      | 1            | 0            | –      | –      | 2     | 0      | 26    | 6      |
| HNK Šibenik        | 2019/20            | Prva NL            | 17    | 0      | 3            | 0            | –      | –      | –     | –      | 20    | 0      |
| HNK Šibenik        | 2020/21            | 1. HNL             | 31    | 3      | 1            | 0            | –      | –      | –     | –      | 32    | 3      |
| HNK Šibenik        | Ogólnie            | Ogólnie            | 91    | 9      | 5            | 0            | 0      | 0      | 2     | 0      | 98    | 9      |
| Dinamo Zagrzeb     | 2021/22            | 1. HNL             | 15    | 1      | 2            | 0            | 5      | 0      | –     | –      | 22    | 1      |
| Dinamo Zagrzeb     | 2022/23            | 1. HNL             | 21    | 0      | 3            | 0            | 3      | 0      | 0     | 0      | 27    | 0      |
| Dinamo Zagrzeb     | 2023/24            | 1. HNL             | 23    | 4      | 2            | 1            | 12     | 2      | 1     | 0      | 38    | 7      |
| Dinamo Zagrzeb     | 2024/25            | 1. HNL             | 0     | 0      | 0            | 0            | 0      | 0      | 0     | 0      | 0     | 0      |
| Dinamo Zagrzeb     | Ogólnie            | Ogólnie            | 59    | 5      | 7            | 1            | 20     | 2      | 1     | 0      | 87    | 8      |
| Standard Liège     | 2024/25            | Eerste klasse      | 30    | 1      | 2            | 0            | –      | –      | –     | –      | 32    | 1      |
| Standard Liège     | Ogólnie            | Ogólnie            | 30    | 1      | 2            | 0            | 0      | 0      | 0     | 0      | 32    | 1      |
| Raków Częstochowa  | 2025/26            | Ekstraklasa        | 0     | 0      | 0            | 0            | 1      | 0      | –     | –      | 1     | 0      |
| Raków Częstochowa  | Ogólnie            | Ogólnie            | 0     | 0      | 0            | 0            | 1      | 0      | 0     | 0      | 1     | 0      |
| Ogólnie w karierze | Ogólnie w karierze | Ogólnie w karierze | 180   | 15     | 14           | 1            | 21     | 2      | 3     | 0      | 218   | 18     |

### Reprezentacyjne
(aktualne na dzień 8 sierpnia 2025)
| Reprezentacja      | Rok                | Mecze | Bramki |
| ------------------ | ------------------ | ----- | ------ |
| Chorwacja U-16     | 2016               | 2     | 0      |
| Chorwacja U-16     | 2017               | 2     | 0      |
| Ogólnie            | Ogólnie            | 4     | 0      |
| Chorwacja U-17     | 2017               | 6     | 1      |
| Chorwacja U-17     | 2018               | 3     | 0      |
| Ogólnie            | Ogólnie            | 9     | 1      |
| Chorwacja U-18     | 2018               | 2     | 0      |
| Ogólnie            | Ogólnie            | 2     | 0      |
| Chorwacja U-19     | 2018               | 5     | 0      |
| Chorwacja U-19     | 2019               | 4     | 0      |
| Chorwacja U-19     | 2020               | 6     | 0      |
| Ogólnie            | Ogólnie            | 15    | 0      |
| Chorwacja U-20     | 2021               | 1     | 1      |
| Ogólnie            | Ogólnie            | 1     | 1      |
| Chorwacja U-21     | 2021               | 1     | 0      |
| Chorwacja U-21     | 2022               | 2     | 0      |
| Chorwacja U-21     | 2023               | 3     | 0      |
| Ogólnie            | Ogólnie            | 6     | 0      |
| Ogólnie w karierze | Ogólnie w karierze | 37    | 2      |

## Sukcesy

### Dinamo Zagrzeb
- 1. HNL (3×): 2021/2022, 2022/2023, 2023/2024
- Puchar Chorwacji (1×): 2023/2024
- Superpuchar Chorwacji (2×): 2022, 2023

## Życie prywatne
Ojciec Marko Bulata – Josip Bulat – także był zawodowym piłkarzem. Wuj Marko – Ivan Bulat – również grał w piłkę.